# 恩尼克·波拿斯
恩尼克·波拿斯（法語：Yannick Bolasie，1989年5月24日—）是一名祖籍刚果民主共和国，法國出生及英國長大的足球運動員，司職翼鋒，曾分別效力多支英格蘭足球聯賽球隊，包括普利茅夫、班列特、布里斯托城和水晶宮。雖然有資格代表法國或英格蘭參加國際賽，波拿斯選擇代表父母的出身地前扎伊爾的剛果民主共和國。

## 外部連結
- 足球数据库：恩尼克·波拿斯的球员统计数据